# Теорема Скорохода про вираження
В математиці і статистиці, теорема Скорохода про вираження — твердження, яке полягає в тому, що слабо збіжні послідовності ймовірнісних мір, гранична межа яких має відносно непогані властивості можна виразити розподілом/законом точково збіжної послідовності випадкових величин, визначених на загальному імовірнісному просторі. Названа на честь українського математика А. В. Скорохода.

## Твердження теореми
Нехай {\displaystyle \mu _{n}}, {\displaystyle n\in \mathbb {N} } послідовність ймовірнісних мір на метричному просторі {\displaystyle S} такому, що {\displaystyle \mu _{n}} слабко збігається до деякої ймовірнісної міри {\displaystyle \mu _{\infty }} на {\displaystyle S} при {\displaystyle n\to \infty }. Нехай також  носій {\displaystyle \mu _{\infty }}  сепарабельний. Тоді існує послідовність випадкових величин {\displaystyle X_{n}} визначених на загальному ймовірнісному просторі {\displaystyle (\Omega ,{\mathcal {F}},\mathbf {P} )} такі, що розподіл {\displaystyle X_{n}} визначається мірою {\displaystyle \mu _{n}} для всіх {\displaystyle n} (включно з {\displaystyle n=\infty }) і такі, що послідовність {\displaystyle X_{n}} збігається до {\displaystyle X_{\infty }}  {\displaystyle \mathbf {P} }-майже напевно.